# Associazione Sportiva Bisceglie 1991-1992
Questa voce raccoglie le informazioni riguardanti  l'Associazione Sportiva Bisceglie nelle competizioni ufficiali della stagione 1991-1992.

## Rosa
| N. |                   | Ruolo | Calciatore            |
| -- | ----------------- | ----- | --------------------- |
|    | Italia (bandiera) | D     | Mario Abate           |
|    | Italia (bandiera) | A     | Paolo Acquaviva       |
|    | Italia (bandiera) | A     | Massimo Borrelli (II) |
|    | Italia (bandiera) | C     | Alessandro Carta      |
|    | Italia (bandiera) | A     | Michele De Feudis     |
|    | Italia (bandiera) | D     | Giuseppe Di Bari      |
|    | Italia (bandiera) | D     | Riccardo Di Bari      |
|    | Italia (bandiera) | C     | Alfredo Fulvi         |
|    | Italia (bandiera) | C     | Domenico Galeano      |
|    | Italia (bandiera) | C     | Giuseppe Giusto       |

| N. |                   | Ruolo | Calciatore          |
| -- | ----------------- | ----- | ------------------- |
|    | Italia (bandiera) | P     | Stefano Grilli      |
|    | Italia (bandiera) | D     | Vincenzo Lambertini |
|    | Italia (bandiera) | D     | Pier Paolo Lauretti |
|    | Italia (bandiera) | D     | Stefano Liquidato   |
|    | Italia (bandiera) | P     | Andrea Mosconi      |
|    | Italia (bandiera) | C     | Massimiliano Natale |
|    | Italia (bandiera) | A     | Marcello Pitino     |
|    | Italia (bandiera) | C     | Giovanni Polimuro   |
|    | Italia (bandiera) | P     | Luigi Sassanelli    |
|    | Italia (bandiera) | C     | Michele Scaringella |